# Kylie Risk
Kylie Risk (* 28. November 1973 in Hobart) ist eine ehemalige australische Langstreckenläuferin.
1996 kam sie bei den Crosslauf-Weltmeisterschaften in Stellenbosch auf den 21. Platz. Bei den Olympischen Spielen in Atlanta erreichte sie über 10.000 m im Vorlauf nicht das Ziel.
Im Jahr darauf lief sie bei den Crosslauf-WM 1997 in Turin erneut auf Platz 21 und scheiterte bei den Leichtathletik-Weltmeisterschaften in Athen über 10.000 m in der ersten Runde.
1998 belegte sie bei den Crosslauf-WM in Marrakesch auf der Langstrecke den 19. Platz und gewann bei den Commonwealth Games in Kuala Lumpur Silber über 10.000 m.
Bei den Crosslauf-WM folgte auf der Langstrecke einem 28. Platz 1999 in Belfast ein 21. Platz 2000 in Vilamoura.
Bei den Olympischen Spielen 2000 in Sydney schied sie über 10.000 m im Vorlauf aus.
Bei den Crosslauf-WM 2003 in Avenches belegte sie auf der Kurzstrecke den 32. Platz und bei den Crosslauf-WM 2004 in Brüssel auf der Langstrecke den 84. Platz.
1997 wurde sie Australische Meisterin über 10.000 m und 1995, 1998 sowie 2001 im Crosslauf.

## Persönliche Bestzeiten
- 3000 m: 8:57,60 min, 27. November 1999, Hobart
- 5000 m: 15:30,55 min, 13. Februar 2000, Sydney
- 10.000 m: 31:51,71 min, 1. Juni 1996, Richmond